# Alexis Trujillo Oramas
Alexis Trujillo Oramas (Las Palmas de Gran Canaria, 30 de juliol de 1965) és un exfutbolista canari, que jugava com a defensa.

## Trajectòria
Després de passar pels modestos Puntilla i Artesano, a la 85/86 arriba a la UD Las Palmas, jugant dos partits en primera divisió. A partir de l'any següent ja es convertiria en titular a l'equip gran canari, amb el qual militaria primer dos anys a la màxima categoria, i després altres quatre a la Segona.
La temporada 92/93 recala al CD Tenerife, on amb prou feines comptaria, i un any després marxa al Reial Betis. Alexis seria una peça clau en la defensa sevillana en els set anys que hi romandria, tant a Primera com a Segona Divisió.
Retornaria a les Canàries a l'estiu del 2000, per jugar amb la Universidad de Las Palmas CF abans de penjar les botes. En la seua carrera, Alexis ha sumat 257 partits i 27 gols en la màxima categoria.